# 秋月種美
秋月 種美（あきづき たねみつ / たねみ）は、江戸時代中期の大名。日向国高鍋藩6代藩主。次男に出羽国米沢藩主となった上杉鷹山がいる。

## 生涯
享保3年（1718年）、5代藩主・秋月種弘の長男として誕生した。庶長子ではあったが世子となり、享保17年（1732年）9月28日、8代将軍徳川吉宗に御目見する。同年12月16日、従五位下・佐渡守に叙任する。享保19年（1734年）12月7日、種弘の隠居により跡を継いだ。
宝暦3年（1753年）に父が死去するまでは実権はなかった。父の死後に親政を行なうが、種美の治績は文武を奨励し、藩士子弟の遊学を許して広く人材を求め、藩の軍備を充実させると同時に、民政においても代官には人格ある学者を起用するなど、人事制度に大きな治績を残している。種美は「国家の至宝は人材に有り」と述べているが、その好学と人材重視の姿勢は長男の種茂（7代藩主）、次男の鷹山にも受け継がれ、二人がともに名君として大成する土台となった。
宝暦10年（1760年）7月8日、種茂に家督を譲って江戸藩邸に隠居する。
天明7年（1787年）9月25日、死去。享年70。死因は悪性腫瘍だったとされ、鷹山の看病を受けたという。

## 系譜
父母
- 秋月種弘（父）
- 柴垣氏 ー 側室（母）

正室
- 春姫 ー 黒田長貞の次女

子女
- 秋月種茂（長男）生母は春姫（正室）
- 上杉治憲[3]（次男）生母は春姫（正室）
- 相良晃長[4]（三男）
- 中条信義[5]（八男）
- キセ ー 秋月種武正室
- 縫殿 ー 早世
- フミ ー 山田重遠室
- イク ー 早世
- トミ ー 内田正矩室
- ナカ ー 手塚吉従室
- セイ ー 小田久知室
- 大久保忠快
- 亀三郎 ー 早世
- 政次郎 ー 早世
- エツ ー 柴垣定信室
- トマ ー 早世
- 秋月種懐
- トヨ ー 泥谷直之室
- フチ ー 榊原政栄の養女
- 斉藤利国